# Calendrier haab
Au sein du complexe calendrier maya, le calendrier haab est la version maya du calendrier solaire de 365 jours, commun aux civilisations de la Mésoamérique. Sa version finale date vraisemblablement du Ier siècle av. J.-C. et il aurait été conçu par la civilisation Olmèque.
| Calendrier grégrorien                            | Haab avec nombre maya conventionnel | Haab avec nombre céphalomorphe | Haab avec nombre arabe et alphabet latin |
| ------------------------------------------------ | ----------------------------------- | ------------------------------ | ---------------------------------------- |
| Nous sommes maintenant le vendredi 25 avril 2025 |                                     |                                | 6 Wo                                     |

## Composition du calendrier haab

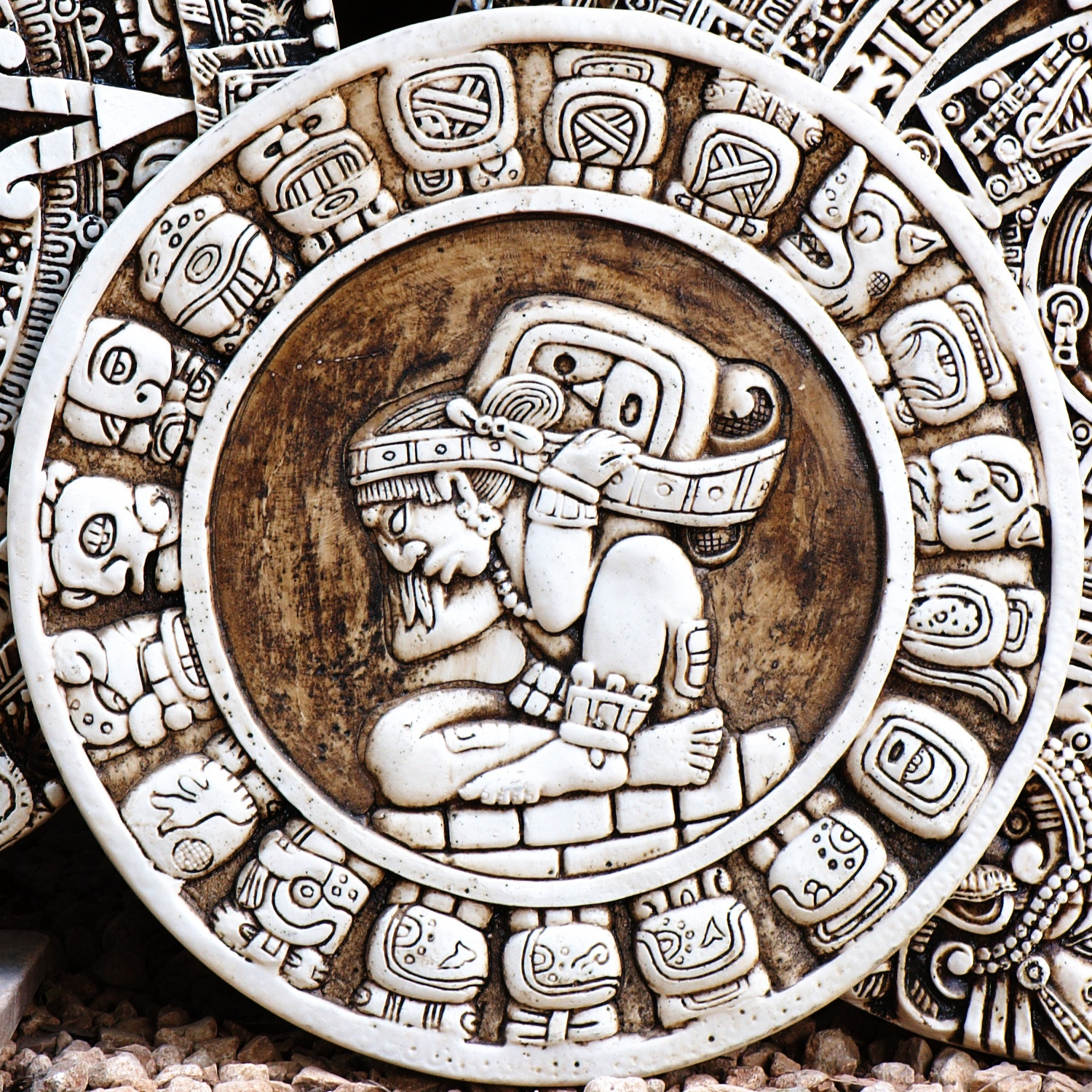
Cycle haab des Mayas (avec ses 18 + 1 mois).

Le calendrier haab se compose de 18 périodes (uinal) de 20 jours, donc au total 360 jours. Ces périodes sont plus ou moins l'équivalent de mois. Viennent s'y ajouter cinq jours « sans âme », les Uayeb, qui ont la réputation d'être dangereux (le 19e uinal). Les années Haab de 365 jours se suivent invariablement et ne sont pas numérotées.
La question a été posée de savoir si les Mayas connaissaient l'année bissextile.
Ce calendrier se combine avec le calendrier Tzolk'in, de telle sorte qu'une même combinaison des deux types de date ne se représente que tous les 52 ans.
Les « mois » du calendrier haab sont (pour la prononciation de ces mots mayas, voir transcription alphabétique des langues maya) :
1. Pop
2. Wo ou Uo
3. Sip ou Zip
4. Sotz' ou Zotz
5. Sek ou Zek
6. Xul
7. Yaxk'in ou Yaxkin
8. Mol
9. Ch'en ou Chen
10. Yax
11. Sak ou Zak
12. Keh ou Ceh
13. Mak ou Mac
14. K'ank'in ou Kankin
15. Muwan ou Muan
16. Pax
17. K'ayab ou Kayab
18. Kumk'u ou Kumku ou Cumku ou Cumcu
19. Wayeb ou Uayeb

Ainsi, après 9 Chen, on a 10 Chen, 11 Chen et ainsi de suite jusqu'à 19 Chen ; puis on passe à 0 Yax, 1 Yax et ainsi de suite. Les 5 (peut-être parfois 6) jours de Uayeb suivent 19 Cumcu et viennent avant 0 Pop.

## Précision
Le calendrier haab est d'une étonnante précision. L'année solaire y mesure 365,2420 jours. Aujourd'hui, l'astronomie moderne évalue l'année solaire (année tropique) à presque 365,2422 jours, soit un écart de −17 secondes pour le calendrier haab. Pour comparaison, le calendrier grégorien, d'une précision comparable (+26 secondes d'écart, avec une durée moyenne de 365,2425 jours), est apparu environ 16 siècles plus tard.